# Геловінтаун
«Геловінтаун» (англ. Halloweentown) — оригінальний фільм Disney Channel, який вийшов на екрани 17 жовтня 1998 року. Зйомки фільму проходили в місті Сент-Хеленс (штат Орегон, США), де пізніше була знята друга частина саги «Сутінки».
Фільм отримав в цілому стримані й позитивні відгуки. Рейтинг фільму на сайті Rotten Tomatoes становить 72 % свіжості. 13 вересня 2005 року відбувся реліз картини на DVD.  

## Сюжет
Незадовго до Хелловіна до юної Марні Пайпер приїжджає в гості її бабуся Еггі. Еггі — чарівниця зі стажем, і вона вважає своїм обов'язком навчити онуку магії та підготувати її до прийдешньої битви зі злом. Але мати Марні Гвен проти того, щоб її донька ставала відьмою. Сама вона теж була чарівницею, але вирішила відмовитися від магії, щоб налагодити життя серед звичайних людей. Тепер вона хоче, щоб всі її діти теж відреклися від магії. Але все змінюється, коли герої потрапляють до таємничого міста Геловінтаун. Їм доводиться забути про свої розбіжності, адже зло поглинає місто, і на кону виявляються життя героїв.
Перш ніж зіткнутися з небезпечним ворогом, який поглинає життя мешканців міста, Марні, її брат Ділан та сестра Софі знайомляться із загадковим хлопцем на ім'я Люк, скелетоподібним таксистом Бенні й мером міста Калабаром. Кожен з них — не той, за кого себе видає.

## В ролях
| Роль                  | Актор           |
| --------------------- | --------------- |
| Аггі Кромвел          | Деббі Рейнольдс |
| Гвен Кромвел          | Джудіт Хоаг     |
| Марні Пайпер          | Кімберлі Браун  |
| Люк                   | Філіп Ван Дайк  |
| Ділан Пайпер          | Джої Зіммерман  |
| Софі Пайпер           | Емілі Реске     |
| Калабар               | Робін Томас     |
| Бенні, скелет-таксист | Ріно Романо     |
| Хэрриет               | Джудіт Форд     |

## Сиквели
Завдяки високим рейтингам фільму, згодом вийшло три сиквела «Геловінтауна»:
- Геловінтаун 2: Помста Калабара
- Геловінтаун 3
- Повернення до Геловінтауна